# كريس بالمر
كريس بالمر (بالإنجليزية: Chris Palmer)‏ (16 أكتوبر 1983 دربي المملكة المتحدة - ) هو لاعب كرة قدم بريطاني يلعب كلاعب وسط.

## وصلات خارجية
كريس بالمر على موقع قاعدة بيانات كرة القدم.إي يو (الإنجليزية)
- كريس بالمر على موقع Soccerbase.com (لاعب) (الإنجليزية)